# Oskar Hoffmann (auteur)
Pour les articles homonymes, voir Hoffmann.
Oskar Hoffmann, né le 29 octobre 1866 à Gotha et décédé le 21 décembre 1928  à Wiesbaden, est un vulgarisateur scientifique et un écrivain allemand de science-fiction. 

## Biographie
La vie d'Oskar Hoffmann est mal connue et un doute subsiste sur la date de son décès. L'écrivain allemand est né à Gotha le 29 octobre 1866 et passe sa jeunesse à Halle en Saxe-Anhalt. Dans ses jeunes années, il travaille comme volontaire dans une librairie. Autodidacte, astronome amateur, il commence à écrire des romans d'anticipation à partir de 1900. Par la suite, l'Almanach Kürschner de la littérature allemande (Kürschners Deutscher Literaturkalender) le domicilie à Dresde en 1907, puis à Hambourg à partir de 1922. Il contribue par ailleurs à des revues scientifiques spécialisées avec des articles de vulgarisation pour la jeunesse.
Oskar Hoffmann compte, avec Kurd Lasswitz, parmi les tout premiers écrivains de science-fiction allemande au sens moderne du terme.

## Œuvres (sélection)

### Vulgarisation scientifique
- (de) Erfindungen und Entdeckungen auf allen Gebieten der Wissenschaft und Technik. Radebeul und Leipzig: F. E. Bilz, s. d.  1900
  - [Inventions et découvertes dans tous les domaines de la science et de la technique]
- (de) Das illustrierte Buch der Technik. Berlin: Neuer Allgemeiner Verlag, o. J. 1912
  - [Le livre illustré de la technique]
- (de) Universum des Himmels, der Erde und des Menschen 1925
  - [L'univers du Ciel, de la Terre et des Hommes]
- (de) Kosmologie oder die Lehre vom Weltall s. d.
  - [Cosmologie ou la doctrine de l'univers]

### Romans d'anticipation
- (de) Mac Milfords Reisen im Universum. Von der Terra zur Luna oder Unter den Seleniten. Papiermühle: A. Weller & Co, 1902
  - [Les voyages de Mac Milford dans l'univers. De la Terre à la Lune ou Chez les Sélénites]
- (de) Die Eroberung der Luft. Kulturroman vom Jahre 1940. Berlin und Leipzig: Hermann Seemann Nachf., s. d. 1902
  - [La conquête de l'air. Un roman culturel de l'année 1940]
- (de) Unter Marsmenschen. Erzählung. Breslau: Schlesische Verlags-Anstalt v. S. Schottlander, 1905
  - [Chez les Martiens. Récit]
- (de) Der Goldtrust. Internationaler Finanzroman. Berlin und Leipzig: Hermann Seemann Nachf., s. d. 1907
  - [Le Trust de l'Or. Roman de la finance internationale]
- (de) Bezwinger der Natur. Phantasieroman. Berlin und Leipzig: Hermann Seemann Nachf., s. d. 1908
  - [Les Dompteurs de la nature. Un roman fantastique]
- (de) Die vierte Dimension. Phantasieroman. Berlin und Leipzig: Hermann Seemann Nachf., s. d. 1909
  - [La quatrième dimension. Un roman fantastique]
- (de) Fred W. Hamilton [Pseudonyme]: Ypsilons Gefrorene Elektrizität. Der Roman einer phantastischen Erfindung. Berlin: Dr. Potthoff & Co., 1911
  - [L'électricité gelée d'Ypsilon]

### Paternité littéraire supposée
Le collectionneur et critique allemand Heinz J. Galle indique qu'un certain nombre d'indices littéraires et historiques portent à croire qu'Oskar Hoffmann est l'un des deux auteurs d'un roman populaire qui connut un vif succès en Allemagne avant la Première Guerre mondiale, Der Luftpirat und sein lenkbares Luftschiff (Le pirate de l'air et son ballon dirigeable) dont parurent 165 numéros entre 1908 et 1912. Cette parternité est en revanche contestée par l'encyclopédiste spécialisé Klaus Geus dans son Lexikon der deutschen Science Fiction & Fantasy 1870-1918.